# Monteiras
Monteiras es una freguesia portuguesa del concelho de Castro Daire, con 21,67 km² de superficie y 586 habitantes (2001). Su densidad de población es de 27,0 hab/km².